# Bandera del Pakistan
La bandera del Pakistan és la bandera d'estat i la bandera de guerra de la República islàmica del Pakistan. Fou concebuda per Syed Amir-ud-Din Kedwai el 1904 per ser la bandera de la lliga musulmana, grup polític actiu durant el període de domini britànic que proposava la creació d'un estat musulmà en el subcontinent indi. Per tant, és de lògica que esdevingués la bandera d'aquest país un cop independent l'11 d'agost de 1947.
En urdú la bandera és coneguda com a Sabz Hilali Parcham (bandera verda amb el creixent) ou Parcham-e-Sitara aw Hilal (Bandera verda amb el creixent i l'estrella).

## Descripció
A la bandera trobem una lluna creixent i una estrella sobre fons verd, ambdós són símbols de l'islam i del panarabisme. Aquesta composició també es troba a la bandera d'Algèria, la bandera de Mauritània i a la Bandera de les Maldives. La lluna creixent simbolitza el progrés i l'estrella la coneixença.
La banda blanca situada a l'esquerra ocupa una quarta part de la bandera i simbolitza les altres minories del país.